# Angelos Sikelianos

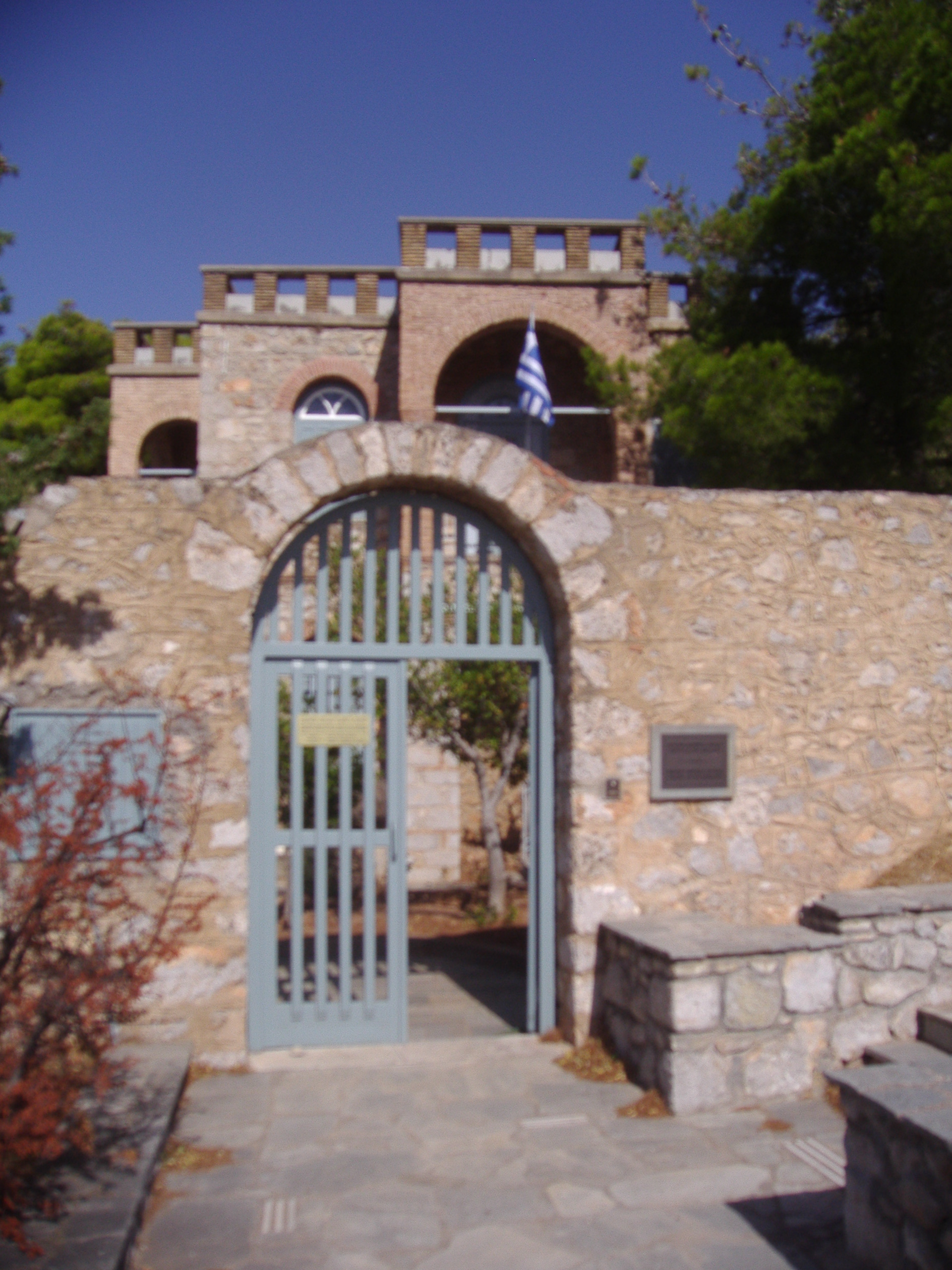
Sikelianův dům v Delfách

Angelos Sikelianos (1884–1951) byl novořecký básník a dramatik. Jeden z největších řeckých lyriků 20. století, dvakrát nominován na Nobelovu cenu za literaturu. Byl ovlivněn starověkými mystériemi, nádhernou řeckou přírodou a slavnou minulostí. Věřil, že staré antické hodnoty mohou nabídnout východisko i dnešní moderní civilizaci. Je též znám jako blízký přítel Nikose Kazantzakise.

## Život
Narozen 15. března 1884 v sedmiostrovní Lefkádě. Jeho rodiče toužili mít ze syna právníka. Na jejich přání, po dokončení střední školy, tedy přichází roku 1900 do Athén studovat právo. Avšak nový životní styl v Athénách, který přinesl do jeho života zájem o poezii, mu nedovolil univerzitu dokončit. Nejprve psal pro Athénský týdeník Noumas, později, v r. 1909 mu vyšla jeho prvotina Vizionář (řecký název Alafroiskiotos, člověk lehkého stínu je narážkou na jeden verš Solomosovi básně Svobodní obléhaní). Často se nechával inspirovat Jónskou lyrickou tradicí, k sensualismu přistoupila filosofická, později až mysticky zaměřená reflexe.
Zemřel nešťastnou náhodou 9. června 1951 v Athénách poté, co omylem vypil Lysol (dezinfekční prostředek), místo doktorem předepsaného léku.

## Tvorba
Už rané období jeho tvorby (Lyrický život) vykazuje ráz jeho pozdějšího zralého díla, v němž převládne místo tradičního patnáctislabičného jambu volný verš. V letech 1915–1917 uveřejnil Sikelianos 4 knihy básní pod společným názvem Prolog k životu (Svědomí mé země, Svědomí mého národa, Svědomí ženy, Svědomí víry), v roce 1947 připojil pátou knihu s názvem Svědomí mě tvorby. V těchto básních se zcela oddává hře smyslů a kouzlu slov, jeho poezie se stává oslavou života a řecké přírody. Touží po mystickém splynutí s ní a veškerenstvem. Autor vycházel ze starověkých řeckých mytologických tradic, zejména mysterijních kultů dionýzských, orfických a z platónské a pythagorejské filosofie.V duchu staré řecké tradice chápal poezii jako aktivitu věšteckou – proto zahaluje své myšlenky do dávných mýtů, či dokonce tvoří nové (Delfské slovo).
V letech 1926–1932 usiloval Sikelianos o obnovení staré delfské tradice v novodobém smyslu. V Delfách, chtěl založit univerzitu jako vzdělávací centrum celého světa. Z této myšlenky vzešly v letech 1927 a 1930 dva delfské festivaly s představeními Aischylových tragédií a sportovními soutěžemi na delfském stadionu. Sikelianosovi se nepodařilo uskutečnit celou jeho představu, vláda podporovala jen umělecké program. na jehož základě pak vznikly festivaly antického dramatu, kterých se ujala řecké turistická organizace (EOT), festivaly v Epidaueru a postupně i v dalších starověkých divadlech. Částečně navázala na Sikelianosovu myšlenku aktivita Evropského kulturního centra v Delfách jako pořadatele mezinárodních kongresů.
Sikelianos postavil celou svou činnost do služeb delfské myšlenky. Psal hlavně lyrické divadelní hry pro zamýšlené delfské festivaly, jeho texty však zůstaly převážně knižními dramaty (Poslední orfický dithyramb neboli dithyramb růže, Sibyla). Drama Sibyla napsal v roce 1940 pod dojmem hrozby italského útoku; Sibyla v něm jako symbol Řecka hlásá věrnost zděděné víře a právo na svobodu. Dalšími jeho veršovanými tragédiemi jsou Daidalos na Krétě (1946), Kristus v Římě (1947), Smrt Digenisova. Přestože se autor snažil sledovat jako vzor antickou tragédii, zejména Aischyla, zůstala jeho díla spíše lyricko-epickými básněmi bez dramatické gradace.
V Sikelianosových dramatech se hlásí ke slovu i řecký mesianismus. V etických hodnotách helénismu, které chtěl svými díly šířit, viděl základnu lepší budoucnosti lidstva. V platónském duchu mělo nazírání pravdy a krásy vést k prapůvodním principům těchto hodnot; pojem helénismus mu splýval s pojmem humanismus. Podle Sikelianose mělo divadlo být druhem umění, které umožňuje komunikaci masy s věčným mýtem, v němž básník odhaluje obecné poselství pro veškeré lidstvo.1